# Los últimos hombres duros
Los últimos hombres duros es una película estadounidense de 1976 del género western, dirigida por Andrew V. McLaglen y protagonizada por Charlton Heston y James Coburn.
El guion de la película fue adaptado por Guerdon Trueblood a partir de la novela Gun Down, escrita por Brian Garfield.

## Argumento
En esta película se narra la historia del sheriff Sam Burgade, quien, ya retirado y entrado en años, se convierte en el objetivo de una venganza.
En 1909 Zach Provo, un ladrón de trenes y asesino muy astuto, logra fugarse de una polvorienta cadena de trabajos forzados en compañía de otros seis convictos tras estar 11 años preso matando para eso a los guardias. Sin embargo Provo no busca la libertad, sino vengarse del hombre que le puso entre rejas tras un tremendo esfuerzo de 10 años y que también fue responsable de la muerte de su esposa en el tiroteo que precedió a su captura. Para ello consigue a sobornar a esos convictos con la promesa de una muy gran cantidad de dinero que él robó en uno de sus crímenes antes de haber sido capturado por Burgade y que logró esconder.
Como parte de su venganza Provo rapta a Susan, la hija de Burgade, y amenaza con matarla si este último no aparece para enfrentarse con él cara a cara. Desesperado y sin otro recurso, Burgade desempolva sus revólveres y sale en busca del criminal Provo en compañía de Hal Brickman, el prometido de la joven. Le ayuda el sheriff que ahora es su sucesor junto con gran parte de sus hombres, pero Provo consigue esconderse en la reserva de los navajos, donde también está el oro escondido y allí él no puede actuar por problemas de jurisdicción. 
Por ello tanto él como su prometido tienen que liberarla solos. Finalmente el enfrentamiento ocurre y ambos puede matar a los convictos uno a uno. Una vez todos muertos Burgade se enfrenta a Provo, el cual casi lo mata, pero su deseo de matarlo lentamente por lo ocurrido le da la ventaja decisiva a Burgade, el cual consigue así matarlo de un solo tiro. Luego su hija y su prometido lo recogen malherido con la intención de volver luego todos a casa.

## Reparto
- Charlton Heston: Sam Burgade
- James Coburn: Zach Provo
- Barbara Hershey: Susan Burgade
- Jorge Rivero: César Menéndez
- Michael Parks: Sheriff Noel Nye
- Christopher Mitchum: Hal Brickman
- Larry Wilcox: Mike Shelby
- Thalmus Rasulala: George Weed
- Morgan Paull: Portugee Shiraz
- John Quade: Will Gant
- Robert Donner: Lee Roy Tucker
- Sam Gilman: Dutch Vestal
- James Bacon: Deputy Jetfore
- Riley Hill: Gus
- Dick Alexander: Bo Simpson
- Yolanda Schutz: Paloma